# Список профессиональных боёв Александра Поветкина
Список профессиональных боёв Александра Поветкина.
В мае 2005 года в российских спортивных СМИ появилась информация о том, что Поветкин начнет свою профессиональную карьеру в Англии, под эгидой известной промоутерской компании Sports Network. На официальном сайте данной организации сообщалось, что её ведущий промоутер Фрэнк Уоррен подписал с Александром соответствующий контракт. Называлась даже предварительная дата и место дебюта Поветкина на профессиональном ринге. 4 июня в Манчестере россиянин должен был выступить в шоу, гвоздём которого являлся бой Рикки Хаттон — Константин Цзю. В соперники Александру прочили сильного американца Райделла Букера, имевшего на счету более 20 профессиональных поединков. Однако сам Поветкин, начав подготовку к бою, не спешил ставить свою подпись под контрактом со Sports Network. Юристы боксёра, тщательно изучив соглашение, в целях соблюдения интересов Александра доработали документ, что не встретило понимания со стороны Уоррена. В конечном счёте, Поветкин связал себя обязательствами с немецкой промоутерской организацией «Sauerland Event», вовремя подоспевшей со своим контрактным предложением.
На профессиональном ринге Поветкин дебютировал 11 июня 2005 года в возрасте 25 лет. Большинство своих боев (16) провёл в Германии, четыре поединка — в России. В профессиональных боях Александр не изменил своей агрессивной, атакующей манере. К его сильным сторонам следует отнести высокую скорость передвижения по рингу, богатый технический арсенал, умение атаковать соперника сериями акцентированных ударов. Из недостатков можно отметить не всегда чёткие действия в защите. Кроме того, Поветкин не обладает ярко выраженным нокаутирующим ударом.
Менеджером Александра в профессиональном боксе является Владимир Хрюнов, тренером — «любительский» наставник боксёра Валерий Иванович Белов. С лета 2009 года тренерский штаб Поветкина возглавил опытнейший американский специалист Тедди Атлас.

## 2005 год
Первым соперником Поветкина в его профессиональной карьере должен был стать чешский тяжеловес Давид Вицена. Но за трое суток до боя ожидаемый оппонент Александра по неизвестным причинам отказался выходить на ринг. В день поединка появилась информация, что россиянин встретится с неким Дарко Антоничем. Однако в итоге соперничать с Поветкиным отправился 24-летний немецкий боксёр Мухаммед Али Дурмаз, имевший на тот момент на своем счету четыре профессиональных боя, два из которых он выиграл, а ещё два проиграл перспективным соотечественникам Рене Деттвейлеру и Марко Хуку.

### 11 июня2005 годаАлександр Поветкин —Мухаммед Али Дурмаз
- Место проведения:  «БигБокс», Кемптен, Бавария, Германия
- Результат: Победа Поветкина техническим нокаутом во втором раунде четырёхраундового боя
- Статус: Рейтинговый бой
- Рефери:  Эрнст Зальцгебер
- Вес: Поветкин — 101,5 кг; Мухаммед Али Дурмаз — 93,0 кг

Быстро убедившийся в неконкурентоспособности соперника Александр наглядно обозначил намерение как можно быстрее нокаутировать оппонента. Несмотря на то, что Мухаммед Али откровенно предпочитал уходить от боя, Поветкин уже по ходу первого раунда несколько раз доставал немца правой рукой, удачно бил по печени. В концовке первого трёхминутного отрезка поединка Александр провёл чёткую серию с акцентом на заключительный правый прямой, потрясший соперника. Мухаммеду Али удалось продержаться до окончания раунда, но после возобновления боя немцу не смогла помочь даже его «отступательная» тактика — удары Поветкина периодически достигали цели. В середине второго раунда Александр в очередной раз попал правым прямым в челюсть оппонента, отправив того на настил ринга. Али нашёл в себе силы подняться, однако рефери Эрнст Зальцгебер принял решение остановить бой. Справедливость судейского вердикта подтвердила реакция секундантов немца, ещё до окончания отсчёта нокдауна выбросивших на ринг полотенце, сигнализирующее об отказе их подопечного от продолжения поединка. Таким образом, 11 июня 2005 года Александр Поветкин одержал свою первую победу в качестве профессионального боксёра.
Следующий поединок российского тяжеловеса был организован в начале сентября в Берлине. Александру предстояло сразиться с американцем Серроном Фоксом, выигравшим семь из десяти проведённых на профессиональном ринге боёв (при одном признанном несостоявшимся) и зарекомендовавшим себя в качестве стойкого, умеющего держать удар бойца.

### 3 сентября2005 годаАлександр Поветкин —Серрон Фокс
- Место проведения:  «Интернэйшнл Конгресс Центр», Шарлоттенбург, Берлин, Германия
- Результат: Победа Поветкина техническим нокаутом в четвёртом раунде четырёхраундового боя
- Статус: Рейтинговый бой
- Рефери:  Эрнст Зальцгебер
- Вес: Поветкин — 99,7 кг; Фокс — 99,1 кг

В данном бою Фокс полностью оправдал свою «стойкую» репутацию, продержавшись против Александра более трёх раундов. Поветкин отмечался регулярными попаданиями в американца с первых же секунд поединка, активно используя как одиночные удары, так и серийные комбинации. Соперник российского боксёра неплохо защищался корпусом, но уберечься от атак Александра был не в состоянии. В итоге в четвёртом раунде рефери остановил бой, прервав откровенное избиение Фокса и зафиксировав победу Поветкина техническим нокаутом.
До конца 2005 года Александр провёл ещё три поединка, выходя на ринг каждый месяц.
На 1 октября первоначально был запланирован бой Поветкина с американцем Томми Коннели, однако в окончательно утверждённой программе вечера бокса в немецком Ольденбурге в соперниках уроженца Курска значился соотечественник Коннели — Джон Кастл.

### 1 октября2005 годаАлександр Поветкин —Джон Кастл
- Место проведения:  «ЕВЕ-Арена», Ольденбург, Нижняя Саксония, Германия
- Результат: Победа Поветкина техническим нокаутом в первом раунде четырёхраундового боя
- Статус: Рейтинговый бой
- Рефери:  Йозеф Теммл
- Вес: Поветкин — 99,7 кг; Кастл — 98,5 кг

В этом бою Александр боксировал с травмой левой руки, однако это не помешало ему уверенно расправиться с американцем, имевшим на тот момент в своём послужном списке четыре победы в пяти профессиональных поединках. В начале первого раунда Кастл старательно маневрировал и пытался атаковать Поветкина джебом. Россиянин легко пресёк данные попытки мощными правыми прямыми в сочетании с хорошей работой по корпусу соперника и активным подключением к делу травмированной левой руки. В концовке раунда Кастл уже откровенно избегал боя, но перед самым гонгом Александр выдал очередную серию точных попаданий, отправившую его оппонента в нокдаун. В результате секунданты американского боксёра приняли решение не выпускать своего подопечного на второй раунд (позже выяснилось, что Кастл получил перелом челюсти), поспособствовав оформлению третьей подряд победы Поветкина в профессиональной карьере.
Перед ноябрьским боем Александра возникла ситуация, аналогичная той, что имела место в преддверии его предыдущего поединка. Проанонсированный в средствах массовой информации в качестве следующего соперника Поветкина американец Рикардо Картер, успевший даже сделать громкое заявление о предстоящей мести за тяжелое поражение своего соотечественника Кастла, был в итоге заменён на канадского тяжеловеса Стефана Тессье. На момент встречи с Поветкиным Тессье имел на своём счету пять профессиональных боёв против малоизвестных соперников, в двух из которых он уступил.

### 12 ноября2005 годаАлександр Поветкин —Стефан Тессье
- Место проведения:  «Шпортхалле», Альстердорф, Гамбург, Германия
- Результат: Победа Поветкина по очкам единогласным решением судей в четырёхраундовом бою
- Статус: Рейтинговый бой
- Рефери:  Эрнст Зальцгебер
- Счёт судей:  Йозеф Теммл (40-36, Поветкин),  Клаус Гризель (40-36, Поветкин),  Вильгельм Фогль (40-36, Поветкин)
- Вес: Поветкин — 102,8 кг; Тессье — 106,1 кг

Бой проходил с подавляющим превосходством Александра. Тессье изначально поставил перед собой задачу выстоять до финального гонга и сделал ставку на глухую защиту, даже не пытаясь контратаковать. Поветкин на протяжении всего поединка старался отыскать изъяны в обороне надёжно перекрывавшегося блоком канадца, много бил по корпусу, но потрясти Стефана так и не сумел. По итогам боя трио судей единодушно отдало победу Александру, посчитав, что он выиграл каждый из проведённых на ринге раундов.
В декабре для Поветкина был организован его пятый по счёту профессиональный поединок. При определении соперника чаще других вновь звучала фамилия американца Картера. Однако в итоге оппонентом российского боксёра стал ещё один представитель США — Уилли Чепмэн, имевший в своём активе 46 боёв и опыт встреч с такими известными представителями тяжёлого веса, как Фрес Окендо, Синан Самил Сам, Лэнс Уиттакер и Лэймон Брюстер. Кроме того, Чепмэн славился тем, что не раз побеждал соперников с безупречным послужным списком, нанося им первые поражения в карьере. Так, в 2000 году Уилли неожиданно нокаутировал только начинавшего свой путь в профессиональном боксе крепкого мастера Дэвэррила Уильямсона.

### 17 декабря2005 годаАлександр Поветкин —Уилли Чепмэн
- Место проведения:  «Макс Шмеллинг Халле», Пренцлауэр-Берг, Берлин, Германия
- Результат: Победа Поветкина техническим нокаутом в пятом раунде шестираундового боя
- Статус: Рейтинговый бой
- Рефери:  Эрнст Зальцгебер
- Вес: Поветкин — 99,5 кг; Чепмэн — 102,3 кг

Несмотря на весь свой немалый опыт, мастерство Чепмэна оказалось явно недостаточным для оказания в ринге реальной конкуренции Александру. Проводивший первый в профессиональной карьере шестираундовый бой Поветкин много и разнообразно атаковал, причём большинство его ударов неизменно доходило до цели. Во втором раунде мощный левый боковой россиянина отправил Чепмэна в нокдаун. Сумевший восстановиться Уилли продолжил бой, но при этом практически не пытался контратаковать, всеми силами пытаясь уберечься от ударов Александра. В пятом раунде Поветкин с помощью все того же левого бокового вторично уложил американца на настил ринга, а затем провёл по поднявшемуся на счёт «восемь» Чепмэну чёткую многоударную серию, вынудив рефери остановить поединок.
Таким образом, за полгода перспективный российский тяжеловес принял участие в пяти боях и одержал в них пять побед, причём четыре из них — нокаутом.

## 2006 год
В 2006 году Александр пополнил свой послужной список ещё пятью боями, причём уровень оппозиции россиянина значительно возрос.
В марте у Поветкина намечался поединок с опытнейшим американским тяжеловесом Маркусом Роудом. Однако, как это неоднократно случалось и ранее, соперником российского боксёра в итоге стал совершенно иной боец. Впрочем, сетовать на такую замену не приходилось. Оппонировать Александру 4 марта в Ольденбурге должен был нигериец Ричард Банго, имевший за плечами успешную любительскую карьеру, увенчанную «серебром» Олимпиады-1992 в Барселоне, добытым в весовой категории до 91 кг. На профессиональной арене африканский мастер на момент встречи с Поветкиным провёл 18 поединков и уступил в них лишь однажды. Правда, при этом Банго достаточно редко выходил на ринг и дрался лишь со значительно уступавшими ему в классе соперниками. Исключением стал состоявшийся в 2004 году бой нигерийца за звание интерконтинентального чемпиона мира по версии WBA c известным российским боксёром Николаем Валуевым, который серебряный призёр барселонской Олимпиады проиграл техническим нокаутом.

### 4 марта2006 годаАлександр Поветкин —Ричард Банго
- Место проведения:  «ЕВЕ-Арена», Ольденбург, Нижняя Саксония, Германия
- Результат: Победа Поветкина нокаутом во втором раунде шестираундового боя
- Статус: Рейтинговый бой
- Рефери:  Клаус Гризель
- Вес: Поветкин — 99,5 кг; Банго — 106,1 кг

В начале первого раунда поединка соперник Александра, несмотря на внушительные габариты, неплохо двигался и небезуспешно срывал атаки россиянина быстрым джебом. Но когда присмотревшийся к оппоненту Поветкин стал чаще выходить на удобную для себя среднюю дистанцию боя и пускать в ход мощные удары с обеих рук, активность нигерийца резко пошла на убыль. Во втором раунде российский боксёр развил своё преимущество, постоянно оказывая давление на Банго, и провёл несколько чётких атак в голову и корпус соперника. Одна из комбинаций Александра, начавшаяся сдвоенным ударом справа-слева и завершившаяся неотразимым левым хуком в челюсть отправила африканца в тяжёлый нокдаун. В результате Банго сумел подняться с настила ринга до окончания счёта рефери, однако продолжать бой оказался не в состоянии.
Менее чем через два месяца Александр провёл свой седьмой профессиональный поединок. Усечённый период подготовки к бою, ставшая традиционной рокировка соперника менее чем за три недели до запланированной даты выхода на ринг, а также квалификация выбранного оппонента говорили о том, что Поветкина ожидает серьёзная проверка на прочность. Россиянину предстояло драться с нигерийцем Фрайдеем Ахунаньей, исключительно выносливым и стойким боксёром, имевшим на своём лицевом счету 26 профессиональных поединков (20 побед — 4 поражения при двух ничьих) и солидный опыт затяжных противостояний на ринге. Все свои поражения нигериец потерпел в титульных боях от сильных соперников, в числе которых присутствовали будущие чемпионы мира в тяжёлом весе по версии WBO Сергей Ляхович и Султан Ибрагимов.

### 22 апреля2006 годаАлександр Поветкин —Фрайдей Ахунанья
- Место проведения:  «САП-Арена», Мангейм, Баден-Вюртемберг, Германия
- Результат: Победа Поветкина по очкам единогласным решением судей в шестираундовом бою
- Статус: Рейтинговый бой
- Рефери:  Клаус Гризель
- Счёт судей:  Инго Баррабаш (60-54, Поветкин),  Вильгельм Фогль (60-54, Поветкин),  Звонко Рукавина (60-54, Поветкин)
- Вес: Поветкин — 99,5 кг; Ахунанья — 103,8 кг
- Трансляция: ARD

Бой проходил под диктовку россиянина. Александр, используя свой внушительный ударный арсенал, досаждал неплохо защищавшемуся корпусом сопернику то левыми боковыми, то правыми прямыми, то неожиданными апперкотами, как правило, выбрасывая удары в логически завершённых связках и серийных комбинациях. К чести нигерийца, он не только стоически выдерживал все попадания Поветкина, но и изыскивал возможность отвечать оппоненту достаточно опасными контратаками. Подобные выпады Ахунаньи с акцентом на левый боковой не раз достигали цели, однако Александр, в свою очередь, также легко «переживал» удары соперника, продолжая доминировать в ринге. В итоге единственной проблемой российского бойца в данном бою стала его физическая готовность к поединку. После прошедшего в высоком темпе четвёртого раунда, в котором соперники продемонстрировали красивый, атакующий бокс, изрядно уставший Александр стал действовать более прямолинейно и открыто, что предоставляло Ахунанье определённый шанс встретить оппонента точным ударом. Но Поветкин не дал повода усомниться в себе, не допустив ошибок в концовке боя и уверенно доведя его до победы, единодушно подтвержденной судейскими голосами.
После успеха в поединке с Ахунаньей в дальнейших планах Александра значилось участие в июльском турнире профессиональных тяжеловесов «Superfighter» в австралийском Мельбурне. Организация данного шоу привлекла к себе самое пристальное внимание со стороны освещающих бокс СМИ, поскольку участвовать в нём изъявили желание такие известные бойцы, как Питер, Бриггз, Белл, Чагаев, Синан Самил Сам. Однако в середине мая команда Поветкина приняла решение готовить своего подопечного к следующему рейтинговому бою, проведение которого планировалось 3 июня. Интересно, что в начальный период подготовки к данному поединку менеджер Александра Владимир Хрюнов провёл предварительные переговоры с известным тренером Эммануэлем Стюардом на предмет участия того в тренировочном процессе российского тяжеловеса. Но, несмотря на заинтересованность бывшего наставника знаменитого Леннокса Льюиса в работе с перспективным, по его мнению, россиянином, никаких изменений в тренерском штабе Поветкина не произошло.
Вскоре окончательно определился и соперник Александра. Им стал постоянно проживающий в США эквадорец Ливин Кастильо, начинавший профессиональную карьеру в первом тяжелом весе, имевший неплохой послужной список (13 побед при трёх поражениях в 16 проведенных боях) и опыт участия в титульных поединках. В связи с запланированным выходом на ринг 3 июня Александр принял решение отказаться от выступления в турнире «Superfigther» — отчасти по причине недостаточного количества времени для подготовки к нему, отчасти из-за того, что в случае успеха в бою с Кастильо у российского боксёра появлялся шанс драться за титул уже в ноябре.

### 3 июня2006 годаАлександр Поветкин —Ливин Кастильо
- Место проведения:  «Туй-Арена», Ганновер, Нижняя Саксония, Германия
- Результат: Победа Поветкина техническим нокаутом в четвёртом раунде восьмираундового боя
- Статус: Рейтинговый бой
- Рефери:  Лешек Янковяк
- Вес: Поветкин — 99,7 кг; Кастильо — 95,8 кг

Поветкин провёл бой в остроатакующей манере. В первом раунде не пожелавший уклоняться от открытого бокса Кастильо выглядел в обмене ударами значительно хуже Александра, уступая тому и в количестве точных попаданий, и в ударной мощи. На достаточно быстрый левый прямой эквадорского левши россиянин разнообразно и убедительно отвечал с обеих рук, заметно снизив, тем самым, активность соперника. Во втором и третьем раундах преимущество много и продуктивно атакующего Поветкина вновь не вызывало сомнений. Редкие контратаки эквадорца, сосредоточившего основное внимание на защите, уже не таили в себе особой угрозы для Александра. В четвёртом трёхминутном отрезке боя, развивавшегося по сходному сценарию, российский боксёр провёл очередную многоударную комбинацию, завершившуюся несколькими чистыми попаданиями в голову Кастильо. По итогам данного эпизода рефери в ринге Лешек Янковяк счёл должным остановить поединок и зафиксировать победу Александра техническим нокаутом.
В июле успехи российского тяжеловеса отметил Европейский боксёрский союз (EBU), включивший его в свой рейтинг. В том же месяце были определены дата очередного боя Поветкина и кандидатура следующего соперника Александра. 23 сентября в Германии против россиянина должен был выйти опытный американский боец Эд Мэхоун. В его начавшейся в 1996 году профессиональной карьере особняком стояли завоёванный титул по версии подведомственной WBO Североамериканской боксёрской организации (WBO NABO), пять успешных защит данного титула и поединки за звание чемпиона мира по версии WBO и интерконтинентального чемпиона по версии IBF против, соответственно, Виталия Кличко и Генри Акинванде, а в послужном списке значились 23 победы при 7 поражениях и двух ничьих.
В августе Поветкин появился в рейтингах одной из наиболее престижных в мире профессионального бокса организаций — Всемирного боксёрского совета (WBC). Ещё до боя с Мэхоуном было объявлено о дальнейших планах Александра. Поветкин согласился принять участие в вечере бокса, организуемом в Москве и посвященном первой защите титула WBC известным российским тяжеловесом Олегом Маскаевым. Помимо этого, незадолго до встречи с американцем Александр заявил, что покинет профессиональный ринг, если завоюет чемпионский пояс.

### 23 сентября2006 годаАлександр Поветкин —Эд Мэхоун
- Место проведения:  «Риттал-Арена», Вецлар, Эссен, Германия
- Результат: Победа Поветкина техническим нокаутом в пятом раунде восьмираундового боя
- Статус: Рейтинговый бой
- Рефери:  Лешек Янковяк
- Вес: Поветкин — 99,8 кг; Мэхоун — 105,0 кг

Поветкин легко разобрался с соперником в своей привычной атакующей манере. Россиянин много и разнообразно бил справа, порой подключая сильный левый боковой, и большинство его ударов ложилось точно в цель. Под серьёзным давлением со стороны Александра Мэхоун практически не помышлял о контратаках, и уже в третьем трёхминутном отрезке поединка шансы американца закончить бой на ногах выглядели призрачными. В итоге в пятом раунде Поветкин сначала очередным мощным ударом справа потряс оппонента, а затем грамотно «добил» его серийной атакой.
Боксёрское шоу в Москве, в рамках которого планировалось проведение десятого профессионального боя Александра, должно было состояться 10 декабря. Определенные трудности возникли с подбором соперника для Поветкина. Первоначально основным кандидатом на эту роль считался популярный американский джорнимен Росс Пьюррити, но повреждение, полученное на тренировке, помешало ему приехать в Москву. Затем в прессе упоминалось имя африканца Абрахама Окине, однако, в конечном счёте, команда Поветкина сумела заключить контракт на бой с достаточно известным бойцом, соотечественником Пьюррити Имаму Мэйфилдом. Ставший в 1997 году чемпионом мира по версии IBF в первом тяжелом весе Мэйфилд до поединка с Поветкиным считанное количество раз выступал в рамках более тяжёлой весовой категории, причём без особых успехов. Впрочем, сомнений в квалификации Имаму не было. В 34 года он сохранил и скорость, и выносливость, и технику, о чём свидетельствовал его мартовский бой с очень сильным поляком Кшиштофом Влодарчиком, в котором Мэйфилд выглядел вполне конкурентоспособно.

### 10 декабря2006 годаАлександр Поветкин —Имаму Мэйфилд
- Место проведения:  СК «Олимпийский», Москва, Россия
- Результат: Победа Поветкина нокаутом в третьем раунде десятираундового боя
- Статус: Рейтинговый бой
- Рефери:  Александр Калинкин
- Вес: Поветкин — 100,4 кг; Мэйфилд — 94,5 кг
- Трансляция: НТВ

В данном поединке Мэйфилд предпочитал работать с дистанции, сделав ставку на джеб, а от напористых атак Александра старался уходить за счёт скорости либо нейтрализовывать их посредством клинча. Но Поветкин уверенно решал поставленные соперником задачи. Он часто «догонял» американца левым боковым и чётко встречал прорывы Мэйфилда в клинч ударами справа навстречу, не терялся в ближнем бою. В начале второго раунда Александр в очередной раз достал оппонента правой рукой, послав того в нокдаун. В дальнейшем, игнорируя иногда доходящие до цели атаки Мэйфилда, Поветкин планомерно наращивал своё преимущество. В концовке второго раунда стремительный левый боковой Александра вторично отправил американца на настил ринга. В третьем трёхминутном отрезке боя российский боксёр пошёл в решительную атаку с активным использованием комбинаций из сдвоенных ударов и все того же левого бокового, который и стал причиной нокаута Мэйфилда. Пропустив его в очередной раз, соперник Поветкина упал и не смог восстановиться до истечения счёта рефери.
Ещё до конца года было объявлено о том, что следующей датой выхода Александра на ринг станет 3 марта 2007-го. Правда, относительно кандидатур его возможных соперников вновь возникли вопросы, окончательно разрешившиеся только в феврале.

## 2007 год
За два месяца до означенной даты боя главным кандидатом на встречу в ринге с Поветкиным считался американец Брайан Минто. Однако в начале февраля в СМИ появилась информация, что соперником российского тяжеловеса станет ещё один представитель США — Дэйвид Бостис. Вскоре кандидатура Бостиса была утверждена окончательно, а это означало, что 3 марта в немецком Ростоке Поветкину предстояло сойтись с крепким бойцом, имевшим на счету 49 профессиональных боёв и опыт противостояния таким известным боксёрам, как Владимир Кличко, Франсуа Бота, Келвин Брок и Луан Красники.

### 3 марта2007 годаАлександр Поветкин —Дэвид Бостис
- Место проведения:  «Штадтхалле», Росток, Мекленбург — Передняя Померания, Германия
- Результат: Победа Поветкина техническим нокаутом во втором раунде десятираундового боя
- Статус: Рейтинговый бой
- Рефери:  Лешек Янковяк
- Вес: Поветкин — 102,5 кг; Бостис — 115,7 кг

Александр впервые в профессиональной карьере встретился с соперником, обладавшим столь внушительными габаритами (рост Бостиса — 196 см). Впрочем, это ничуть не помешало россиянину одержать уверенную победу. Уже в первом раунде стало очевидным, что Поветкин намного превосходит своего оппонента в скорости, технике и силе удара. Отдельные попадания Бостиса не шли ни в какое сравнение с массированными атаками российского боксёра, регулярно достававшего соперника точными левыми и правыми боковыми, а также разнообразными многоударными комбинациями. Во втором раунде сильный правый хук Александра отбросил американца на канаты, после чего Поветкин выдал очередную серию точных ударов в голову заметно потрясённого Дэйвида. Бостис удержался на ногах, но не мог далее оказывать сопротивление сопернику, и рефери в ринге принял решение остановить бой.
Победа над Бостисом значительно укрепила позиции россиянина в рейтинге WBC. Поветкин поднялся на 16-е место, и был вправе рассчитывать на поединок с очень серьёзным оппонентом. В прессе в числе возможных соперников Александра назывались не знавший поражений на профессиональном ринге американец Джей Ди Чэпмен и опытный британец Дэнни Уильямс. В итоге представителям российского боксёра удалось достичь предварительной договоренности о встрече в ринге их подопечного с известным тяжеловесом из США Монте Барреттом в июне. При этом в середине мая было объявлено, что данный бой пройдет в Москве, в рамках шоу, приуроченного к чемпионскому поединку россиянина Дмитрия Кириллова, выступающего во втором наилегчайшем весе и претендующего на титул IBF. 26 мая в рамках подготовки к грядущему противостоянию с Барреттом Поветкин провел промежуточную схватку с канадцем Патрисом Л’Эро.

### 26 мая2007 годаАлександр Поветкин —Патрис Л’Эро
- Место проведения:  «Яко-Арена», Бамберг, Бавария, Германия
- Результат: Победа Поветкина нокаутом во втором раунде десятираундового боя
- Статус: Рейтинговый бой
- Рефери:  Клаус Гризель
- Вес: Поветкин — 101,4 кг; Л’Эро — 122,6 кг

Огромный (196 см, 120 кг) канадец, проведший на момент встречи с Поветкиным 24 профессиональных боя, не смог ничего противопоставить своему подвижному, маневренному и сильно бьющему сопернику. Александр легко уходил от медленного джеба Л’Эро, прорываясь на среднюю дистанцию и расстреливая оппонента сериями мощных ударов. Россиянин завершил поединок во втором раунде, зажав соперника у канатов очередной многоударной комбинацией, после чего тот полностью прекратил сопротивление. Победа над Л’Эро подняла Александра на десятую строчку престижного рейтинга WBC. Некоторое время спустя Поветкин также был включен в рейтинг другой влиятельной в мире профессионального бокса организации — IBF (13 место).
Чуть более чем за две недели до запланированного на 30 июня боя Поветкина с Барреттом появилась информация, что американский тяжеловес отказался от поединка. Заменить Монте в Москве был призван его опытный соотечественник Ларри Дональд, с которым, по словам менеджера россиянина Владимира Хрюнова, был подписан резервный контракт. На протяжении своей профессиональной карьеры Дональд одержал 42 победы, неоднократно оспаривая и завоёвывая малопрестижные чемпионские титулы, а проигрывал лишь четыре раза, сильным бойцам, причём трижды — в боях за право сразиться за пояс WBA в тяжёлом весе. Последняя попытка отобраться на титульный поединок по версии данной организации была предпринята Ларри в октябре 2005 года. Американец провёл один из лучших боёв в карьере, но уступил судейским решением будущему чемпиону мира Николаю Валуеву, и с тех пор не появлялся на ринге, предпочитая работать спарринг-партнёром.

### 30 июня2007 годаАлександр Поветкин —Ларри Дональд
- Место проведения:  СК «Олимпийский», Москва, Россия
- Результат: Победа Поветкина по очкам единогласным решением судей в десятираундовом бою
- Статус: Рейтинговый бой
- Рефери:  Александр Калинкин
- Счет судей:  Евгений Горстков (100-90, Поветкин),  Николай Пучков (100-90, Поветкин),  Леонид Сорокин (100-90, Поветкин)
- Вес: Поветкин — 102,2 кг; Дональд — 111,3 кг
- Трансляция: НТВ

Не обладающий сильным ударом, возрастной (39 лет, не проводил боев полтора года, на бой был подписан за полторы недели до самого боя в связи с отказом Монти Баррета), но чрезвычайно выносливый и пластичный Дональд оказался крепким орешком. Поветкин, как всегда, много и разнообразно атаковал, а вот достать отлично защищавшегося корпусом американца акцентированным попаданием ему так и не удалось. Дональд, в свою очередь, проводил удачные контратаки, но с частотой, явно недостаточной для компенсации ударной активности россиянина хотя бы в одном из раундов. В итоге Поветкин не сумел нокаутировать оппонента, убедительно выиграв при этом по очкам.
После поединка с Дональдом Александр прошёл медицинское обследование в Германии по поводу застарелой травмы левого плеча. Поветкин заявил, что для дальнейшего участия в боях ему требуется полностью залечить повреждение, мешавшее выступлениям на профессиональном ринге.
В конце июля Международная федерация бокса (IBF) объявила о проведении своеобразного отборочного турнира для определения соперника действующего чемпиона мира по версии данной организации украинца Владимира Кличко. Его участниками были назначены четверо тяжеловесов, занимавших на тот момент ведущие позиции в рейтинге все той же IBF — Крис Бёрд, Келвин Брок, Эдди Чемберс и Александр Поветкин. По регламенту участники разбивались на пары и проводили первые отборочные поединки, победители которых встречались друг с другом в импровизированном финале. Выигравший в финальной схватке и получал право на бой с Кличко. Соперником Поветкина в первом отборочном раунде должен был стать известнейший боец, экс-чемпион мира в тяжёлом весе по версиям WBO и IBF американец Крис Бёрд, официальной датой проведения поединка называлось 27 октября.

### 27 октября2007 годаАлександр Поветкин —Крис Бёрд
- Место проведения:  «Месехалле», Эрфурт, Тюрингия, Германия
- Результат: Победа Поветкина техническим нокаутом в одиннадцатом раунде двенадцатираундового боя
- Статус: Первый раунд отборочного турнира к бою за звание чемпиона мира по версии IBF
- Рефери:  Уэйн Келли
- Вес: Поветкин — 102,8 кг; Бёрд — 96,1 кг

Многоопытный соперник Александра в данном поединке ожидаемо сделал ставку на скорость передвижения по рингу, быстроту нанесения ударов и защиту корпусом. Но Поветкин легко поддержал высокий темп боя, стремясь подавить сопротивление Бёрда собственной атакующей активностью. Уже в ранних раундах россиянину удалось отыскать слабые места в защитных построениях оппонента. На протяжении всего боя Александр сильно, прицельно и успешно бил справа, чередуя кроссы с прямыми «выстрелами» вразрез между перчатками американского боксёра, атаковал разнообразными серийными комбинациями, регулярно превосходил соперника в разменах ударами. Бёрд оказывал упорное сопротивление, периодически доставал Поветкина джебом и ударной левой рукой, активно используя при этом фирменную защиту уклонами, но попадания россиянина значительно снижали его подвижность. В итоге Александру все чаще удавалось запирать экс-чемпиона мира у канатов и проводить серии ударов, наносившие тому серьёзный урон. Начиная с шестого раунда преимущество Поветкина стало подавляющим. Его мощные удары справа раз за разом достигали цели, заставляя Бёрда демонстрировать чудеса стойкости. Однако в восьмом и девятом раундах американский тяжеловес сумел прибавить и провести несколько удачных контратак. На последний относительный успех Бёрда в данном поединке Поветкин ответил великолепно проведенной концовкой боя. Полностью подавив соперника в десятом раунде, Александр довершил дело в одиннадцатом. Очередную серию ударов российского боксёра по зажатому в углу ринга оппоненту прервало решение секундантов Бёрда, остановивших одностороннее избиение своего мужественного подопечного.
Победа Поветкина автоматически сделала его участником официального отборочного поединка к бою за звание чемпиона мира по версии IBF. Соперник россиянина определился через неделю. Им стал 25-летний американский тяжеловес Эдди Чемберс, одолевший в другом «полуфинале» Келвина Брока по очкам разделённым решением судей.
В ноябре IBF опубликовала свой обновлённый рейтинг. Успех в поединке с Бёрдом поднял Поветкина на почётную вторую позицию. В этом же месяце определились дата и место проведения боя Александра с Чемберсом — поединок должен был состояться 26 января 2008 года в Берлине. Победитель данного противостояния, по заверениям генерального менеджера «Sauerland Event» Криса Майера, мог встретиться с Владимиром Кличко уже летом 2008 года.

## 2008 год
После интенсивной тренировочной работы на родине соперники провели заключительный этап подготовки к поединку непосредственно в Берлине. Интересно, что в преддверии боя с Поветкиным тренерский штаб Чемберса пополнил опытный специалист Бадди Макгирт, имеющий немалый авторитет в мире профессионального бокса.

### 26 января2008 годаАлександр Поветкин —Эдди Чемберс
- Место проведения:  «Темподром», Кройцберг, Берлин, Германия
- Результат: Победа Поветкина по очкам единогласным решением судей в двенадцатираундовом бою
- Статус: Отборочный поединок к бою за звание чемпиона мира по версии IBF
- Рефери:  Стив Смогер
- Счет судей:  Деон Дуарте (117—111, Поветкин),  Алехандро Лопес (119—109, Поветкин),  Фил Эдвардс (116—112, Поветкин)
- Вес: Поветкин — 103,1 кг; Чемберс — 99,6 кг
- Трансляция: HBO BAD

Бой для Александра сложился крайне тяжело. Чемберс великолепно защищался, принимая многочисленные удары Поветкина на блок либо уходя от них за счёт работы корпусом. В результате россиянину в ранних раундах практически не удавалось достать оппонента акцентированным попаданием. Более того, американский тяжеловес то и дело огрызался быстрыми, резкими и крайне неприятными для соперника правыми кроссами, периодически подключая к ним удар слева по печени. Весьма успешными в этом плане для Чемберса стали второй, третий и четвёртый раунды боя, в которых Эдди регулярно гасил защитой напор Поветкина и предъявлял означенные выше собственные ударные контраргументы. Однако в пятом, шестом и седьмом отрезках поединка Александр наглядно доказал, что ему удалось отыскать бреши в обороне американца. Фирменные серийные комбинации «Русского витязя» с акцентом на «выстрелы» вразрез между перчатками Чемберса начали достигать цели. Но в последующих двух раундах соперник Поветкина вновь проявил себя с лучшей стороны, проведя несколько запоминающихся ударов и не позволив Александру переломить ход боя. И все же в заключительной части данного противостояния российский боксёр сумел склонить чашу весов в свою пользу. Общий тоннаж проведённых Поветкиным ударов изрядно снизил выносливость американца, что сказалось на надежности его защитных построений в «чемпионских» раундах. В концовке боя Александр по уже отработанному в данном поединке сценарию шёл вперед и атаковал оппонента многоударными комбинациями, причём большинство попаданий приходилось точно в голову Чемберса. В итоге все трое судей посчитали, что Поветкин достоин победы куда больше, нежели его соперник.
Успех в поединке с Чемберсом возвёл россиянина в статус обязательного претендента на титул чемпиона мира по версии IBF, который принадлежал украинскому тяжеловесу Владимиру Кличко. Однако 23 февраля 2008 года действующий обладатель чемпионского пояса данной боксёрской организации победил в объединительном бою соотечественника Александра Султана Ибрагимова, носившего, в свою очередь, звание чемпиона мира по версии WBO. Таким образом, Владимир Кличко оказался перед необходимостью защиты завоёванных титулов в поединках с двумя официальными претендентами — Поветкиным (по версии IBF) и американцем Тони Томпсоном (по версии WBO). В конце февраля украинский боксёр обозначил свои приоритеты в отношении соперников, сделав выбор в пользу Томпсона. Решение аргументировалось тем, что представитель Соединенных Штатов стал обязательным претендентом раньше Александра (в июле 2007 года). В начале апреля немецкая промоутерская компания «Sauerland Event», представляющая интересы Поветкина, предложила Кличко 5 миллионов евро за проведение боя с её подопечным. Данное предложение было отклонено — Владимир твёрдо решил провести поединок с Тони Томпсоном. Команда Александра продолжила попытки отстоять своё право на бой с украинцем. В частности, глава «Sauerland Event» Вилфред Зауэрланд направил в IBF официальный протест, а менеджер Поветкина Владимир Хрюнов сообщил российской прессе, что в случае принятия Международной боксёрской федерацией решения, ущемляющего интересы его подопечного, данное дело, возможно, будет рассматриваться в арбитражном суде. В итоге IBF сумела погасить конфликт, санкционировав бой Кличко c Томпсоном и обязав при этом чемпиона встретиться с Александром до 26 ноября 2008 года. Данный вариант вполне устроил обе противоборствующие стороны.
В целях подготовки к поединку с Кличко в июле для Поветкина был организован бой в подмосковном Чехове. В качестве соперника россиянина анонсировался 33-летний американский тяжеловес Таурус Сайкс, в профессиональной карьере которого значились завоевание малопопулярного чемпионского пояса Североамериканской боксёрской ассоциации, победы над крепкими бойцами Талмаджем Гриффисом и Фрайдеем Ахунаньей, а также достойное противостояние известному мастеру перчатки Хасиму Рахману в июне 2007 года.

### 19 июля2008 годаАлександр Поветкин —Таурус Сайкс
- Место проведения: , Чехов, Московская область, Россия
- Результат: Победа Поветкина техническим нокаутом в четвёртом раунде десятираундового боя
- Статус: Рейтинговый бой
- Рефери:  Александр Калинкин
- Вес: Поветкин — 103,1 кг; Сайкс — 107,9 кг
- Трансляция: Nuts TV

Поединок Поветкина с Сайксом состоялся 19 июля. С первых же его (поединка) минут соперник Александра начал откровенно уклоняться от боя. Американец практически не предпринимал попыток контратаковать оппонента, предпочитая входить в клинч, а в третьем раунде искал спасения от ударов Поветкина в невынужденных падениях на настил ринга. В итоге в четвёртом трёхминутном отрезке боя после очередной атаки российского боксёра, завершившейся двумя точными ударами справа, Сайкс вновь оказался на полу и откровенно не желал подниматься с него до истечения счёта рефери. Таким образом, была зафиксирована победа Александра Поветкина техническим нокаутом.
После удачного выступления россиянина представители «Sauerland Event» вступили в переговорный процесс с промоутерской компанией братьев Кличко «K2 Promotion» относительно организации поединка Александра с Владимиром Кличко. Переговоры проходили крайне тяжело. В конце июля менеджер украинского тяжеловеса Берндт Бенте сделал заявление, что стороны не могут найти точек соприкосновения по вопросам, касающимся разделения общего призового фонда и продажи прав на телетрансляцию боя. Второй аспект обуславливался наличием действующих контрактов промоутерских фирм с различными телевизионными компаниями («Sauerland Event» — с ARD, «K2 Promotion» — с RTL). В то же время менеджер Поветкина Владимир Хрюнов утверждал, что переговоры продолжаются, в том числе и между конкурирующими в данном случае телекомпаниями. В середине августа истекли четыре недели, отведённые IBF на урегулирование вопросов по организации боя за звание чемпиона мира в тяжелом весе Поветкин — Кличко. Поскольку договаривающиеся стороны не смогли достичь компромисса, Международная боксёрская федерация приняла следующее решение. Все права на организацию поединка получала промоутерская компания, выигравшая назначенный на 16 сентября конкурс заявок на проведение титульного боя между Александром Поветкиным и Владимиром Кличко. Кроме того, IBF назвала ориентировочную дату встречи боксёров на ринге — 29 ноября 2008 года.
16 сентября промоутерская компания братьев Кличко «K2 Promotion» выиграла учрежденный IBF конкурс заявок, предложив за право на организацию боя более 13 миллионов долларов, что значительно превосходило сумму, заявленную на торгах «Sauerland Event» (чуть более 8 миллионов долларов). Поветкин за бой должен был получить более 3,3 миллионов долларов. Поветкин и Кличко должны были встретиться на ринге 13 декабря в немецком Мангейме. По правилам IBF команда Поветкина должна была подписать контракт в течение 15 дней после конкурса заявок, но неоднократно отказывалась это сделать, ссылаясь на несогласие с условиями контракта и выдвигая многочисленные требования. В октябре в СМИ появилась информация, что бой может пройти в Киеве. Затем организаторы предпочли вернуться к первоначальному варианту, но в итоге поединок не состоялся. В конце октября Поветкин получил при подготовке к бою травму левой ступни (надрыв связок); его полное восстановление к 13 декабря исключалось. Директор-распорядитель «Sauerland Event» Крис Майер выразил отношение компании к сложившейся ситуации, заявив, что поединок Александра с Владимиром Кличко обязательно состоится. Также была прокомментирована ситуация с истечением срока контракта россиянина (контракт Поветкина с «Sauerland Event» заканчивался 1 января 2009 года). Майер заявил, что контрактное соглашение в подобном случае автоматически продляется на срок до будущего боя Александра с Кличко, и, кроме того, фирма заинтересована в продлении отношений с российским тяжеловесом.
В ноябре IBF вынесла своё решение относительно отмены боя Поветкин — Владимир Кличко. Поскольку Александр не смог выйти на ринг по причине получения им серьёзной травмы, за россиянином сохранялись претендентский статус и, соответственно, первая позиция в рейтинге данной организации. С действующим обладателем титула IBF Поветкин должен был встретится до 13 сентября 2009 года.

## 2009 год
В начале года команда Поветкина приступила к организации очередного боя Александра. В апреле залечившему травму россиянину предстоял поединок с представителем США Джейсоном Эстрадой. Американский боксёр имел за плечами успешную любительскую карьеру, был участником Олимпийских игр 2004 года. На профессиональном ринге Эстрада провёл 16 боёв и выиграл в пятнадцати из них, но при этом никогда не встречался с действительно сильными соперниками. Кроме того, в арсенале Джейсона отсутствовал нокаутирующий удар, и потому американец казался оптимальным соперником для давно не выходившего на ринг Поветкина.

### 4 апреля2009 годаАлександр Поветкин —Джейсон Эстрада
- Место проведения:  «Бург-Вэхтер Кастелло», Дюссельдорф, Северный Рейн — Вестфалия, Германия
- Результат: Победа Поветкина по очкам единогласным решением судей в десятираундовом бою
- Статус: Рейтинговый бой
- Рефери:  Йозеф Теммл
- Счет судей:  Франко Чиминале (98-92, Поветкин),  Вильгельм Фогль (99-94, Поветкин),  Инго Баррабаш (97-93, Поветкин)
- Вес: Поветкин — 104,2 кг; Эстрада — 109,3 кг
- Трансляция: Viasat Sport

Тем не менее, в стартовых раундах поединка Эстрада показал себя весьма квалифицированным бойцом. Он быстро двигался и постоянно тревожил Поветкина хлестким левым джебом. От ответных атак Александра пластичный американец уходил за счет умелой работы корпусом. Преимущество российского тяжеловеса начало вырисовываться ближе к середине боя. После нескольких успешных фирменных ударных серий «Русского Витязя» и ряда его же точных одиночных попаданий справа и слева Эстрада заметно потерял в скорости. Лишенный возможности своевременно уходить от атак Поветкина американский боксёр ещё сумел достойно провести седьмой раунд, но в трёх заключительных отрезках боя превосходство Александра было неоспоримым. Под градом ударов россиянина Эстрада все же сумел дотерпеть до финального гонга. Судейское трио четко зафиксировало уверенную победу Поветкина по очкам.
Ещё до встречи в ринге россиянина и Эстрады в СМИ появилась информация, что летом Александр может сразиться за титул чемпиона Европы в тяжёлом весе с первым номером рейтинга WBO украинцем Александром Дмитренко. Но представляющая интересы Поветкина компания «Sauerland Event» предпочла отказаться от поединка, мотивировав своё решение отсутствием телевизионных «окон» в расписании запланированных летних боксёрских шоу, проводимых под эгидой данной компании. При этом возможность выступления российского тяжёловеса в программе вечера бокса, организованного промоутерской фирмой «Universum Box-Promotion», под флагами которой дрался Дмитренко, не рассматривалась.
В июле тренерский штаб Поветкина возглавил известный американский специалист Тедди Атлас, некогда работавший с самим Майком Тайсоном, а также с ещё одним чемпионом мира в тяжёлом весе Майклом Мурером. На нового наставника возлагались обязанности по подготовке Александра к возможному бою против Владимира Кличко. В конце того же месяца стала известна ближайшая дата выхода украинского чемпиона на ринг — 12 декабря. Его возможными соперниками назывались Поветкин, а также Эдди Чемберс, победивший в отборочном поединке по версии WBO Александра Дмитренко и ставший официальным претендентом на принадлежащий Кличко чемпионский пояс данной организации. В итоге выбор Владимира пал на Чемберса; данное решение мотивировалось тем, что установленный WBO предельно допустимый срок, за который чемпион должен встретиться с официально претендующим на титул соперником, короче, нежели установленный IBF. Более того, позже выяснилось, что в связи с травмой связок левого плеча и перенесённой операцией Владимир Кличко сможет выйти на ринг против Чемберса лишь следующей весной. Другой причиной отмены декабрьского поединка, по словам менеджера украинца Берндта Бенте, были сложности с организацией телетрансляции боя на территории США. Таким образом, на встречу с Кличко официальный претендент на чемпионский титул в тяжёлом весе по версии IBF Александр Поветкин мог рассчитывать лишь летом 2010 года.
В октябре директор-распорядитель промоутерской фирмы «Sauerland Event» сделал заявление, что российскому боксёру будет предоставлена возможность сразиться за временное чемпионское звание по версии IBF. Причём по правилам Международной боксёрской федерации Поветкин не имел права участвовать в официальных боях до того времени, как выйдет на титульный поединок. Однако организовать схватку за временный титул не удалось — Эдди Чемберс, с которым первоначально хотели провести бой отказался, так как был уже обязательным претендентом по версии WBO, а с Сэмюэлем Питером не захотела проводить бой уже команда Поветкина. Вместо неё Александр 5 декабря 2009 года провёл очередной рейтинговый поединок. Первоначально в списке возможных оппонентов россиянина фигурировали ямаец Оуэн Бек, а также боксёры из Соединённых Штатов Америки Седрик Босвелл и Лео Нолан. В конечном счёте, представителям Поветкина удалось договориться именно с Ноланом, некогда являвшимся спарринг-партнёром Александра. 37-летний Лео в своей карьере потерпел лишь одно поражение в 28 поединках, однако не пошёл дальше боёв за чемпионские пояса малопрестижных в мире профессионального бокса организаций. На момент боя с Поветкиным уже фактически закончил боксёрскую карьеру как в связи с длительным простоем, так и в связи с огнестрельным ранением, полученным в июне 2009 года.

### 5 декабря2009 годаАлександр Поветкин —Лео Нолан
- Место проведения:  «Арена», Людвигсбург, Баден-Вюртемберг, Германия
- Результат: Победа Поветкина нокаутом в третьем раунде десятираундового боя
- Статус: Рейтинговый бой
- Рефери:  Йозеф Теммл
- Вес: Поветкин — 100,5 кг; Нолан — 104,5 кг

Поветкин выиграл легко и убедительно. Российский боксёр в очередной раз продемонстрировал свой богатый атакующий арсенал, отмечаясь точными попаданиями с обеих рук. На исходе второго раунда Александр серьёзно потряс Нолана двумя «выстрелами» справа, в третьем отправил американца в нокдаун чёткой серией, а затем хладнокровно довёл дело до победного конца ещё четырьмя мощными ударами с завершающим левым боковым. Подняться с настила ринга до окончания счёта рефери соперник Поветкина не смог.

## 2010 год
В конце января стало известно, что следующий поединок Поветкина запланирован на 13 марта. Менеджер боксёра Владимир Хрюнов объявил о временном прекращении переговоров о бое с Владимиром Кличко и пообещал, что Александр встретится с «достойным соперником». В итоге оппонентом Поветкина стал мексиканский тяжеловес Хавьер Мора, который из своих 29 боёв на профессиональном ринге проиграл пять и ещё один свёл вничью. Правда, при этом он лишь однажды уступил сопернику досрочно. В 2007 году экс-чемпион WBO в тяжелом весе россиянин Султан Ибрагимов нокаутировал Хавьера уже через 46 секунд после начала их боя.

### 13 марта2010 годаАлександр Поветкин —Хавьер Мора
- Место проведения:  «Макс Шмеллинг Халле», Пренцлауэр-Берг, Берлин, Германия
- Результат: Победа Поветкина техническим нокаутом в пятом раунде десятираундового боя
- Статус: Рейтинговый бой
- Рефери:  Даниэль Ван де Виле
- Вес: Поветкин — 101,4 кг; Мора — 116,8 кг

Начало боя прошло с подавляющим преимуществом Александра. Уже в первом раунде он послал оппонента в нокдаун левым боковым, а затем подверг его мощной «бомбардировке» с обеих рук. Мора сумел продержаться до гонга, однако во втором трёхминутном отрезке поединка Поветкин вновь потряс соперника ударом слева и завершил атаку удачной серией, после чего мексиканец вторично отправился на настил ринга. Тем не менее, Хавьер оказался в силах продолжить бой. Мало того, в третьем и четвёртом раундах Мора несколько раз удачно «вклинивался» в преимущественно серийные выпады Александра и досаждал россиянину точными попаданиями. Конец локальным успехам представителя Мексики положил пятый раунд и очередная длинная атака Поветкина. Увенчавший её завершающий удар слева отправил Мору в третий по счёту нокдаун, оправиться от которого соперник Александра оказался не в состоянии.

### 16 октября2010 годаАлександр Поветкин —Теке Орух
- Место проведения:  ДС «Олимпийский», Чехов, Московская область, Россия
- Результат: Победа Поветкина нокаутом в пятом раунде десятираундового боя
- Статус: Рейтинговый бой
- Рефери:  Евгений Горстков
- Вес: Поветкин — 103 кг; Орух — 120 кг

Несмотря на то что по регламенту этот бой был обыкновенным рейтинговым, а не титульным, прозвучали гимны. Интересно, что в честь Оруха всё же был исполнен гимн США, а не его родины Нигерии. Первый раунд начался с неторопливой обоюдной разведки. Поветкин стал прощупывать соперника, работая первым номером. Орух же только отступал и присматривался к намерениям оппонента, почти не нанося ударов. Во второй трёхминутке Александр, старался не форсировать развитие событий, видимо стремясь продышаться. В третьем раунде Орух всё так же постоянно отступал и редко огрызался ударами, побаиваясь россиянина. А вот Александр наконец, что называется, проснулся и стал гораздо интенсивнее обрабатывать Оруха, нанося довольно разнообразные удары и не забывая работать «по этажам». В четвёртом отрезке боя Поветкин уже окончательно раскрепостился, и его руки, как говорится на боксёрском сленге, полетели. Александр взвинтил темп и бил довольно разнообразно, но в основном уже на ближней дистанции. В пятом раунде россиянин старался поддерживать взятый темп и теснить соперника к канатам. Всё же казалось, что Александр выглядит тяжеловатым на ногах и дышит немного напряжённо. Но у него наконец начала получаться работа с дистанции, он вовремя сближался и обстреливал Оруха ударами с обеих рук под разными углами. Хотя тотального избиения нигерийца не было. И вот, когда зрители уже ожидали удар гонга на очередной перерыв, вдруг произошла молниеносная эффектная развязка. На последних секундах раунда при обоюдном сближении Поветкин поднырнул под выбрасываемый правый кросс Оруха, заодно нанеся и свой удар справа. Мало того, что нигериец налетел на встречном движении на кулак россиянина, Александр ещё и ввернул как следует руку, от чего эффект удара оказался поистине сокрушительным. Этот удар Поветкина правой на правую поставил в бою финальную точку.

### 18 декабря2010 годаАлександр Поветкин —Николай Фирта
- Место проведения:  «Макс Шмеллинг Халле», Пренцлауэр-Берг, Берлин, Германия
- Результат: Победа Поветкина по очкам единогласным решением судей в десятираундовом бою
- Статус: Рейтинговый бой
- Рефери:  Эдвард Коттон-мл.
- Вес: Поветкин — 103,986 кг; Фирта — 117,480

В первых двух раундах Александр получил травму правой руки — надрыв сухожилия кисти, но несмотря на повреждение сумел продолжить бой и в восьмом раунде даже доставил сопернику неприятность в виде рассечения правой брови. То есть 80 % боя Александр провёл фактически действуя только одной рукой. Следует заметить, что россиянин в 10-м раунде всё-таки оказался на полу, но даже его оппонент вынужден был признать это не следствием своего удара, а скорее броска. Единогласным решением судей победа была присуждена Поветкину, общий счет: 100−90, 99−91, 98−92.

## Период регулярного чемпиона мира по версии WBA
После победы над Николаем Фиртой Александр поднялся на вторую строчку рейтинга WBA, потеснив другого российского супертяжеловеса Дениса Бойцова. До марта месяца время ушло на восстановление после тяжелой травмы, а первый сбор в марте Александр провёл в своём родном городе — Курске, где посетил открытие специализированного зала для занятий боксом.
Следующий бой команда Русского Витязя планировала провести не раньше августа, а в соперники Поветкина прочили Мормека и даже Хасим Рахман высказывался о желании встретиться в ринге с россиянином. Но разрешилось всё не в кулуарах Sauerland Event, а на ринге футбольного стадиона — «Имтех Арена» в Гамбурге, где младший Кличко одержал победу над Дэвидом Хэем, чемпионом по версии WBA. А так как Владимир владел чемпионскими титулами в супертяжелом весе по версиям IBF и WBO, Всемирная Боксёрская Ассоциация объявила его суперчемпионом, а титул регулярного чемпиона оказался вакантным. Это означало, что титул могут оспорить первый и второй номер рейтинга WBA — Руслан Чагаев и Александр Поветкин.
19 июля был подписан контракт на бой между Чагаевым и Поветкиным за титул регулярного чемпиона по версии WBA, который должен состояться 27 августа в германском Эрфурте.

## 2011

### 27 августа 2011 года.Александр Поветкин — Руслан Чагаев
|                  |                                                                                  |                                                                                  |
| Соперник         | Руслан Чагаев                                                                    | Руслан Чагаев                                                                    |
| Место проведения | «Мессехалле»,Эрфурт, Тюрингия, Германия                                          | «Мессехалле»,Эрфурт, Тюрингия, Германия                                          |
| Результат        | Победа Поветкина по очкам единогласным решением судей в двенадцатираундовом бою  | Победа Поветкина по очкам единогласным решением судей в двенадцатираундовом бою  |
| Статус           | Бой за звание регулярного чемпиона мира в супертяжёлом весе по версии WBA        | Бой за звание регулярного чемпиона мира в супертяжёлом весе по версии WBA        |
| Рефери           | Хуберт Эрль                                                                      | Хуберт Эрль                                                                      |
| Счёт судей       | Жан-Франсуа Тоупин: (113-117); Пауль Томас: (113-117); Гленн Фельдман: (112-116) | Жан-Франсуа Тоупин: (113-117); Пауль Томас: (113-117); Гленн Фельдман: (112-116) |
| Трансляция       | ARD                                                                              | ARD                                                                              |
| Промоутер        | Sauerland Event                                                                  | Sauerland Event                                                                  |
|                  | Поветкин                                                                         | Чагаев                                                                           |
| Вес              | 105 кг                                                                           | 105 кг                                                                           |

С самого начала боя Александр начал прессинговать и идти в атаку, как и планировал его тренер Тедди Атлас. До конца 5-го — начала 6-го раунда преимущество Поветкина было значимым и по очкам он лидировал. Затем, однако, Чагаев сам начал боксировать гораздо агрессивнее. Его качественные атаки всё чаще доходили до цели и в какой-то момент чаша весов склонилась в его пользу. Однако Чагаев быстро начал уставать и начиная с 11-го раунда преимущество снова перешло к Поветкину, который хоть и не очень сильно, но пробивал сильный блок Чагаева. В итоге Руслан прибавил в последнем раунде и, в целом, превзошёл оппонента в качестве ударов, при этом заметно уступив в их количестве. В конце судьи единогласным решением отдали победу Поветкину: 116—112, 117—113, 117—113.
17 декабря 2011 г. Александр должен был защищать свой пояс в бою с 49-летним Эвандером Холифилдом. Но в связи с травмой Андрэ Уорда бой был перенесен. Также команда Поветкина сделала запрос на проведение боя с боксёрами, которые не входят в топ-15 рейтинга WBA, в чём ей было отказано. В результате в качестве соперника был выбран 43-летний Седрик Босвел, находящийся к тому моменту на 14 месте рейтинга

### 3 декабря 2011 года.Александр Поветкин — Седрик Босвелл
|                  |                                                                                         |                                                                                         |
| Соперник         | Седрик Босвелл                                                                          | Седрик Босвелл                                                                          |
| Место проведения | «Хартвалл Арена», Хельсинки, Финляндия                                                  | «Хартвалл Арена», Хельсинки, Финляндия                                                  |
| Результат        | Победа Поветкина нокаутом в восьмом раунде двенадцатираундового боя                     | Победа Поветкина нокаутом в восьмом раунде двенадцатираундового боя                     |
| Статус           | Чемпионский бой за титул регулярного чемпиона WBA (1-я (добровольная) защита Поветкина) | Чемпионский бой за титул регулярного чемпиона WBA (1-я (добровольная) защита Поветкина) |
| Рефери           | Джузеппе Квартароне                                                                     | Джузеппе Квартароне                                                                     |
| Время            | 2:58 минут                                                                              | 2:58 минут                                                                              |
| Трансляция       | ARD                                                                                     | ARD                                                                                     |
| Промоутер        | Sauerland Event                                                                         | Sauerland Event                                                                         |
|                  | Поветкин                                                                                | Босвелл                                                                                 |
| Вес              | 103,3 кг                                                                                | 103,8 кг                                                                                |

Бой проходил в неторопливом темпе с небольшим преимуществом Александра, настойчиво преследовавшего 43-летнего претендента, который, в свою очередь, сосредоточился на защите и чаще всего отстреливался только джебом. После экватора боя Поветкин стал действовать более решительно, и у Босвелла сразу обозначились проблемы — от большинства ударов он уходил благодаря работе корпусом, но некоторые тяжёлые попадания чемпиона всё же приходились в цель. Наконец, в восьмом раунде «Витязю» удалось зажать Седрика у канатов и провести решающий удар справа, который отправил Босвелла в тяжёлый нокаут.
В послематчевом интервью Александр признал, что действовал слишком закрепощённо и сильно заряжался на удар в первой половине схватки, а также посетовал на то, что Босвелл много двигался и избегал боя, но как только он начал подключать правую руку, всё стало на свои места.

## 2012

### 25 февраля 2012 года.Александр Поветкин — Марко Хук
|                  |                                                                                               |                                                                                               |
| Соперник         | Марко Хук                                                                                     | Марко Хук                                                                                     |
| Место проведения | «Порше-Арена», Штутгарт, Германия                                                             | «Порше-Арена», Штутгарт, Германия                                                             |
| Результат        | Победа Поветкина решением большинства судей, двенадцатираундового боя                         | Победа Поветкина решением большинства судей, двенадцатираундового боя                         |
| Статус           | Чемпионский бой за титул регулярного чемпиона WBA (2-я (добровольная) защита Поветкина)       | Чемпионский бой за титул регулярного чемпиона WBA (2-я (добровольная) защита Поветкина)       |
| Рефери           | Луис Пабон                                                                                    | Луис Пабон                                                                                    |
| Счёт судей       | Филип Вербек: (114-114); Джон Коил: (116-113); Стэнли Кристдоули: (116-112)                   | Филип Вербек: (114-114); Джон Коил: (116-113); Стэнли Кристдоули: (116-112)                   |
| Трансляция       | ARD                                                                                           | ARD                                                                                           |
| Промоутер        | Sauerland Event                                                                               | Sauerland Event                                                                               |
|                  | Поветкин                                                                                      | Хук                                                                                           |
| Вес              | 104 кг                                                                                        | 95 кг                                                                                         |
| Примечания       | Хук был действующим чемпионом по версии WBO в первом тяжёлом весе, но титул на кону не стоял. | Хук был действующим чемпионом по версии WBO в первом тяжёлом весе, но титул на кону не стоял. |

Бой не сразу начался активно, однако во втором раунде Поветкин стал действовать немного уверенней. В четвёртом раунде ход боя изменился: Хук провёл несколько точных ударов, которые потрясли чемпиона. То же повторилось и в седьмом раунде. В последних раундах Поветкин стал действовать немного ярче, но усталость, которая появилась у него ещё в первой трети поединка, сказывалась. Александр, во время атак Марко Хука, постоянно наклонялся ниже пояса, тем самым нарушая правила, и поэтому неоднократно получал от противника удары по затылку. К чемпионским раундам у Хука над правым глазом образовалось рассечение, но на ход боя это не повлияло. Поветкин нанёс большее количество ударов, но общее число ярких атак и точных попаданий было на стороне немца. По итогам 12-и раундов спорным решением большинства судей победу присудили россиянину. Оба боксёра заявили желание провести повторный бой.

### 14 июля 2012 года.Отменённый бой с Хасимом Рахманом
14 июля 2012 года должен был состояться поединок Александра Поветкина с известным американцем Хасимом Рахманом. Бой был запланирован на немецкой арене Спортхолл в Гамбурге. Первоначально бой был запланирован на арене Болейн Граунд в Лондоне в андеркарте поединка Дэвид Хэй — Дерек Чисора. Но из-за штрафных санкций и возможных проблем с трансляцией был перенесён. Меньше чем за 3 недели до боя Рахман получил травму, и поединок пришлось отменить.
К предстоящему поединку с американцем Поветкина готовил новый тренер — Костя Цзю.

### 29 сентября 2012 года.Александр Поветкин — Хасим Рахман
|                  | | |
| Соперник         | Хасим Рахман                                                                                       | Хасим Рахман                                                                                       |
| Место проведения | Спортхолл, Гамбург, Германия                                                                       | Спортхолл, Гамбург, Германия                                                                       |
| Результат        | Победа Поветкина техническим нокаутом во 2-м раунде 12-раундового боя.                             | Победа Поветкина техническим нокаутом во 2-м раунде 12-раундового боя.                             |
| Статус           | Чемпионский бой за титул регулярного чемпиона по версии WBA в тяжёлом весе (3-я защита Поветкина). | Чемпионский бой за титул регулярного чемпиона по версии WBA в тяжёлом весе (3-я защита Поветкина). |
| Рефери           | Густаво Падилла.                                                                                   | Густаво Падилла.                                                                                   |
| Время            | 1:46 минут                                                                                         | 1:46 минут                                                                                         |
| Трансляция       | ARD, Интер, Россия-2                                                                               | ARD, Интер, Россия-2                                                                               |
| Промоутер        | Sauerland Event                                                                                    | Sauerland Event                                                                                    |
|                  | Поветкин                                                                                           | Рахман                                                                                             |
| Вес              | 103.9 кг                                                                                           | 116.4 кг                                                                                           |

29 сентября состоялся долгожданный поединок Александра Поветкина с обязательным претендентом, американцем, Хасимом Рахманом, не выходившем в ринг с июня 2011 года. Рахман сбросил вес и вышел на поединок в неплохой форме, но выглядел очень высушенным и уставшим. Первый раунд прошёл с преимуществом Александра, но Поветкин всё же действовал вторым номером, Александру несколько раз удавалось потрясать Хасима, но Рахман так же доносил до цели почти все свои выброшенные джебы. А в середине второго раунда Поветкин начал все чаще попадать по Рахману. Хасим схватился за канаты, и только это спасло его от падения. Рефери, глядя на это, разнял боксёров, но не остановил поединок. Однако после этого Поветкин снова набросился на Рахмана и провёл два точных удара, которые сильно потрясли американца. Рахман опрокинул голову назад и правой рукой схватился за канаты, чтобы удержаться от падения. Рефери сразу же вмешался и прекратил поединок. Александр Поветкин уверенно победил и отстоял титул регулярного чемпиона по версии WBA.

## Таблица профессиональных поединков
В таблице перечислены результаты всех поединков боксёров.
В каждой строке указан результат поединка. Дополнительно номер поединка обозначен цветом, который обозначает итог поединка. Расшифровка обозначений и цветов представлена в нижеследующей таблице.
| Пример | Расшифровка                     |
| ------ | ------------------------------- |
|        | Победа                          |
|        | Ничья                           |
|        | Поражение                       |
|        | Планируемый поединок            |
|        | Поединок признан несостоявшимся |
| КО     | Нокаут                          |
| ТКО    | Технический нокаут              |
| PTS    | Решение судей (по очкам)        |
| UD     | Единогласное решение судей      |
| MD     | Решение большинства судей       |
| SD     | Раздельное решение судей        |
| RTD    | Отказ от продолжения боя        |
| DQ     | Дисквалификация                 |
| NC     | Поединок признан несостоявшимся |

| 31 поединок, 30 побед (22 нокаута), 1 поражение | 31 поединок, 30 побед (22 нокаута), 1 поражение | 31 поединок, 30 побед (22 нокаута), 1 поражение | 31 поединок, 30 побед (22 нокаута), 1 поражение | 31 поединок, 30 побед (22 нокаута), 1 поражение | 31 поединок, 30 побед (22 нокаута), 1 поражение                          | 31 поединок, 30 побед (22 нокаута), 1 поражение | 31 поединок, 30 побед (22 нокаута), 1 поражение |
| Бой | Рекорд                                          | Дата боя                                        | Соперник                                        | Рефери в ринге                                  | Место проведения боя                                                     | Количество раундов                              | Дополнительно |
| --- | ----------------------------------------------- | ----------------------------------------------- | ----------------------------------------------- | ----------------------------------------------- | ------------------------------------------------------------------------ | ----------------------------------------------- | --- |
| 33 | N/D                                             | 1 июля 2017                                     | Тони Томпсон (34-3)                             |                                                 | Лужники, Москва, Россия                                                  | (12)                                            | . |
| 32 | 31(23)-1                                        | 17 декабря 2016                                 | Жоан Дюапа (34-3)                               |                                                 | Екатеринбург-Экспо, Екатеринбург, Россия                                 | КО6 (12) 2:59                                   | Дюапа вышел на замену Бермейна Стиверна в день боя. Бой утратил статус поединка за звание временного чемпиона WBC после обнаружения у Поветкина допинга.               |
| 31 | 30(22)-1                                        | 4 ноября 2015                                   | Мариуш Вах (31-1-0)                             |                                                 | Татнефть-Арена, Казань, Россия                                           | TKO12 (12) 0:50                                 | Защитил титул WBC Silver, 2-я защита Поветкина. Судья остановил бой по решению врача из-за опасного рассечения у Ваха.                                                 |
| 30 | 29(21)-1                                        | 22 мая 2015                                     | Майк Перес (21-1-1)                             |                                                 | Лужники, Москва, Россия                                                  | TKO1 (12) 1:31                                  | Защитил титул WBC Silver, 1-я защита Поветкина. Бой за звание обязательного претендента на титул WBC. Перес два раза в нокдауне.                                       |
| 29 | 28(20)-1                                        | 24 октября 2014                                 | Карлос Такам (30-1-1)                           |                                                 | Лужники, Москва, Россия                                                  | KO10 (12) 0:54                                  | Бой за титул WBC Silver, 1-я защита Такама. Такам в нокдауне в 9 раунде.                                                                                               |
| 28 | 27(19)-1                                        | 30 мая 2014                                     | Мануэль Чарр (26-1-0)                           | Массимо Барровеччио                             | Лужники, Москва, Россия                                                  | KO7 (12) 1:09                                   | Завоевал вакантный титул интернационального чемпиона по версии WBC. |
| 27 | 26(18)-1                                        | 5 октября 2013                                  | Владимир Кличко                                 | Луис Пабон                                      | СК Олимпийский, Москва, Россия                                           | UD (12)                                         | Титул чемпиона мира по версиям IBF, IBO, 15-я защита, по версии WBO, 11-я защита, по версии суперчемпиона WBA, 5-я защита Кличко, титул чемпиона The Ring, 8-я защита. |
| 26 | 26 (18)-0                                       | 17 мая 2013                                     | Анджей Вавржик                                  | Руссел Мора                                     | Мегаспорт, Москва, Россия                                                | TKO3 (12) 2:28                                  | Титул регулярного чемпиона по версии WBA, 4-я защита Поветкина (добровольная).                                                                                         |
| 25 | 25 (17)-0                                       | 29 сентября 2012                                | Хасим Рахман                                    | Густаво Падилла                                 | Спортхолл, Гамбург, Германия                                             | TKO2 (12) 1:46                                  | Титул регулярного чемпиона по версии WBA, 3-я защита Поветкина (обязательная).                                                                                         |
| 24 | 24 (16)-0                                       | 25 февраля 2012                                 | Марко Хук                                       | Луис Пабон                                      | «Порше-Арена», Штутгарт, Германия                                        | MD (12)                                         | Титул регулярного чемпиона по версии WBA, 2-я защита Поветкина (добровольная), титул Хука по версии WBO в первом тяжелом весе, не на линии.                            |
| 23 | 23 (16)-0                                       | 3 декабря 2011                                  | Седрик Босвелл                                  | Джузеппе Квартароне                             | «Хартвалл Арена», Хельсинки, Финляндия                                   | KO8 (12) 2:58                                   | Титул регулярного чемпиона по версии WBA, 1-я защита Поветкина (добровольная).                                                                                         |
| 22 | 22 (15)-0                                       | 27 августа 2011                                 | Руслан Чагаев                                   | Хуберт Эрль                                     | «Мессехалле», Эрфурт, Тюрингия, Германия                                 | UD (12)                                         | Вакантный титул регулярного чемпиона по версии WBA. |
| 21 | 21 (15)-0                                       | 18 декабря 2010                                 | Николай Фирта                                   | Эдвард Коттон-мл                                | «Макс Шмеллинг Халле», Пренцлауэр-Берг, Берлин, Германия                 | UD (10)                                         | |
| 20 | 20 (15)-0                                       | 16 октября 2010                                 | Теке Орух                                       | Евгений Горстков                                | ДС «Олимпийский», Чехов, Россия                                          | KO5 (10) 2:57                                   | |
| 3 августа 2010 года понижен в рейтинге IBF, и утратил позиции обязательного претендента, за неподписанием контракта в предусмотренный правилами срок с чемпионом, Владимиром Кличко, по причине команды Александра Поветкина. |                                                 |                                                 |                                                 |                                                 |                                                                          |                                                 | |
| 19 | 19(14)-0                                        | 13 марта 2010                                   | Хавьер Мора                                     | Даниэль Ван де Виле                             | «Макс Шмеллинг Халле», Пренцлауэр-Берг, Берлин, Германия                 | TKO5 (10) 0:50                                  | |
| 18 | 18 (13)-0                                       | 5 декабря 2009                                  | Лео Нолан                                       | Йозеф Теммл                                     | «Арена», Людвигсбург, Баден-Вюртемберг, Германия                         | КО3 (10) 2:33                                   | |
| 17 | 17 (12)-0                                       | 4 апреля 2009                                   | Джейсон Эстрада                                 | Йозеф Теммл                                     | «Бург-Вэхтер Кастелло», Дюссельдорф, Северный Рейн — Вестфалия, Германия | UD (10)                                         | |
| 16 | 16 (12)-0                                       | 19 июля 2008                                    | Таурус Сайкс                                    | Александр Калинкин                              | ДС «Олимпийский», Чехов, Россия                                          | TKO4 (10) 1:43                                  | |
| 15 | 15 (11)-0                                       | 26 января 2008                                  | Эдди Чемберс                                    | Стив Смогер                                     | «Темподром», Кройцберг, Берлин, Германия                                 | UD (12)                                         | Выиграл элиминатор чемпиона мира по версии IBF, 2 тур. |
| 14 | 14 (11)-0                                       | 27 октября 2007                                 | Крис Бёрд                                       | Уэйн Келли                                      | «Мессехалле», Эрфурт, Тюрингия, Германия                                 | TKO11 (12) 1:52                                 | Турнир на звание обязательного претендента на чемпионский бой по версии IBF, 1 тур.                                                                                    |
| 13 | 13 (10)-0                                       | 30 июня 2007                                    | Ларри Дональд                                   | Александр Калинкин                              | СК «Олимпийский», Москва, Россия                                         | UD (10)                                         | |
| 12 | 12 (10)-0                                       | 26 мая 2007                                     | Патрис Л’Эро                                    | Клаус Гризель                                   | «Яко-Арена», Бамберг, Бавария, Германия                                  | КО2 (10) 1:02                                   | |
| 11 | 11(9)-0                                         | 3 марта 2007                                    | Дэвид Бостис                                    | Лешек Янковяк                                   | «Штадтхалле», Росток, Мекленбург — Передняя Померания, Германия          | ТКО2 (10) 2:57                                  | |
| 10 | 10(8)-0                                         | 10 декабря 2006                                 | Имаму Мэйфилд                                   | Александр Калинкин                              | СК «Олимпийский», Москва, Россия                                         | КО3 (10) 1:17                                   | |
| 9 | 9(7)-0                                          | 23 сентября 2006                                | Эд Мэхоун                                       | Лешек Янковяк                                   | «Риттал-Арена», Вецлар, Эссен, Германия                                  | ТКО5 (8) 2:05                                   | |
| 8 | 8(6)-0                                          | 3 июня 2006                                     | Ливин Кастильо                                  | Лешек Янковяк                                   | «Туй-Арена», Ганновер, Нижняя Саксония, Германия                         | TKO4 (8) 2:45                                   | |
| 7 | 7(5)-0                                          | 22 апреля 2006                                  | Фрайдей Ахунанья                                | Клаус Гризель                                   | «САП-Арена», Мангейм, Баден-Вюртемберг, Германия                         | UD (6)                                          | |
| 6 | 6(5)-0                                          | 4 марта 2006                                    | Ричард Банго                                    | Клаус Гризель                                   | «ЕВЕ-Арена», Ольденбург, Нижняя Саксония, Германия                       | КО2 (6) 2:20                                    | |
| 5 | 5(4)-0                                          | 17 декабря 2005                                 | Уилли Чепмэн                                    | Эрнст Зальцгебер                                | «Макс Шмеллинг Халле», Пренцлауэр-Берг, Берлин, Германия                 | ТКО5 (6) 2:19                                   | |
| 4 | 4(3)-0                                          | 12 ноября 2005                                  | Стефан Тессье                                   | Эрнст Зальцгебер                                | «Шпортхалле», Альстердорф, Гамбург, Германия                             | UD (4)                                          | |
| 3 | 3(3)-0                                          | 1 октября 2005                                  | Джон Кэстл                                      | Йозеф Теммл                                     | «ЕВЕ-Арена», Ольденбург, Нижняя Саксония, Германия                       | RTD1 (4) 3:00                                   | |
| 2 | 2(2)-0                                          | 3 сентября 2005                                 | Серрон Фокс                                     | Эрнст Зальцгебер                                | «Интернэйшнл Конгресс Центр», Шарлоттенбург, Берлин, Германия            | ТКО4 (4) 2:37                                   | |
| 1 | 1(1)-0                                          | 11 июня 2005                                    | Мухаммед Али Дурмаз                             | Эрнст Зальцгебер                                | «БигБокс», Кемптен, Бавария, Германия                                    | ТКО2 (4) 1:23                                   | Профессиональный дебют. |